# Podul de la Ombret
Podul de la Ombret (în franceză Pont d’Ombret) este un pod rutier pe arce care face legătura între comuna belgiană Amay și Ombret-Rawsa, unul din sectoarele sale. Podul traversează fluviul Meuse la km 85+685 și este traversat de drumul național N696.

## Istoric
Săpături arheologice care au debutat în 1992 și s-au încheiat în 2009 au relevat faptul că, în perioada romană, în zonă a existat un pod peste Meuse, construit aproximativ în anul 10 î.Hr.. Acesta era un element de infrastructură necesar pe axa de circulație Divodurum Mediomatricorum–Orolaunum–Atuatuca Tongrorum. Conform săpăturilor, podul roman de la Ombret era situat la circa 50 de metri în aval de cel actual, avea aproximativ 150 m lungime și 4 m lățime. El traversa Meuse pe șapte pile construite în albia fluviului.
Pe 30 iunie 1861, aleșii locali din Amay și Ombret, care la acea dată era o municipalitate separată, au însărcinat un comitet provizoriu, condus de baronul Stockhem, cu planificarea și realizarea unui pod peste Meuse. Proiectul a fost finalizat în 1865, iar în iulie 1869 au fost primite ofertele din partea companiilor interesate de construcție. Prin decretul regal din 28 septembrie 1869 s-a stabilit metoda de construcție prin concesiune pe termen de 90 de ani, cu recuperarea costurilor de execuție prin taxarea traversării podului. A fost declarată câștigătoare oferta consorțiului alcătuit din societățile MM. Ateliers Auguste Ghilain și Éd. Poncelet din Liège. Construcția a fost demarată în 1869 și finalizată în decembrie 1870, podul fiind deschis publicului cel mai probabil pe 6 decembrie. Conform altor surse, podul a fost terminat în 1872 sau executat între anii 1874 și 1875.
Acel pod era unul metalic, pe grinzi cu zăbrele cu calea jos, și avea patru deschideri egale, de 42 m fiecare (39,50 m fiecare, după alte surse), rezultând o lungime totală de 168 m. Platelajul tablierului era din lemn, susținând o șosea lată de 2,50 m, cu o singură bandă de circulație, și două trotuare de 1,25 m fiecare.
În timpul invaziei germane din Primul Război Mondial, geniștii belgieni au aruncat podul în aer. Trupele de ocupație au construit mai întâi un pod provizoriu din lemn, puțin mai în aval de cel distrus, apoi au utilizat forță de muncă de la șantierul naval Jabon din apropiere pentru repararea acestuia. Podul refăcut de germani a rămas în funcțiune până în noaptea de 11/12 mai 1940, când geniștii belgieni l-au dinamitat din nou, în timpul invadării Belgiei de către trupele naziste.
În 1951 a început construcția unui nou pod în locul celui metalic. Acesta, pe arce din beton armat, a fost inaugurat pe 27 ianuarie 1951 și este și în prezent în serviciu. În septembrie 2018, presa valonă a publicat fotografii ale unor elemente din beton armat în stare degradată, cu armătura la vedere, însă Service Public de Wallonie, administrația Regiunii Valone, a informat că stabilitatea podului nu este pusă în pericol și că acesta urmează a fi reabilitat.

## Descriere
Din punct de vedere al structurii de rezistență, podul de la Ombret este unul pe arce cu calea sus și are trei deschideri, cu lungimile de 44 m + 48 m + 44 m. Podul are o lungime totală de 145,60 m, este prevăzut cu două trotuare pietonale și este traversat de drumul național N696, a cărui cale de circulație are două benzi cu lățimea de 3,50 m fiecare.
După natura materialului folosit, podul de la Ombret este realizat din beton armat.